# Mandato (contrato de direito brasileiro)
No direito brasileiro, o mandato é o contrato por meio do qual uma pessoa (o mandante) confere poderes a outra (mandatário) para que esta atue em nome daquela, para os fins que especificar. Tanto um polo como outro podem ser pessoas físicas ou jurídicas. Diferencia-se da representação legal, que ocorre na tutela e na curatela, pois estas são instituídas pela própria lei. Representar é pôr-se no lugar de outrem; presentar não é a mesma coisa que representar. O procurador representa, ao passo que o órgão da pessoa jurídica não representa, mas presenta. Pode ser objeto de mandato negócio de qualquer finalidade, desde que se trate de negócios disponíveis. São exemplos de objetos possíveis a alienação e aquisição de bens, a contratação de negócios jurídicos, a administração do patrimônio e a representação perante outras pessoas físicas ou jurídicas, de direito privado ou público.

## Elementos distintivos
O contrato de mandato se assemelha à prestação de serviços. Enquanto os profissionais liberais são normalmente prestadores de serviços, os advogados são tanto mandatários como prestadores de serviço. Para distinguir um contrato do outro, observa Washington de Barros as seguintes diferenças:
- a ideia de representação, fundamental no primeiro e que não existe no segundo: o mandatário representa o mandante, enquanto o prestador de serviços não tem essa representação;
- o objeto do contrato, que, no mandato, é a autorização para realizar qualquer ato ou negócio jurídico e na prestação é a realização de um fato ou determinado trabalho, material ou imaterial;
- finalmente, a faculdade que tem o mandatário de deliberar e de querer, enquanto o prestado se limita a executar o ato exigido de suas aptidões ou habilidades”.[2]

A ideia de representação também permite que se distinga o mandato da preposição, que é exercida habitualmente nas relações diárias e quotidianas pelos criados, operários, porteiros, motoristas particulares e etc. Tampouco se confunde com a comissão mercantil, que é o contrato por meio do qual o comissário trata de negócio por conta e em nome do comitente. Como trata em nome próprio, o comissário fica diretamente obrigado com as pessoas com quem contrata, ao passo que o mandatário age em nome do mandante, não se vinculando às pessoas com que negocia.

## Mandato e Procuração

### Teoria da unidade
Paulo Lôbo adota uma posição intermediária. Para o autor, não há representação convencional sem mandato, mas ele reconhece que o ponto seja polêmico. A representação é ponto essencial do contrato. Afirma que “no direito brasileiro, o mandato não é o instrumento apropriado para outorga de poderes, mas sim a procuração”, mas entende que a procuração é da essência do mandato. Exemplo de mandato sem representação estaria no art. 663 do Código Civil que basicamente copiou o art. 1.307 do Código Civil/16, segundo o qual se admite que o mandatário aja em nome próprio em vez de agir em nome do mandante: “ficará, porém, o mandatário pessoalmente obrigado, se agir no seu próprio nome, ainda que o negócio seja de conta do mandante”. A procuração, segundo o autor, supõe sempre a existência do mandato.
Paulo Lôbo reconhece, apesar de o mandato engendrar dois negócios jurídicos (o contrato de mandato propriamente dito e a procuração, que é negócio jurídico unilateral), a legislação padece de certa ambivalência. O Código Civil, muitas vezes, alude à procuração quando devia aludir ao mandato, como no art. 655, em que se faz menção à outorga do mandato por instrumento público. O problema está em que o mandato não se outorga – é bilateral e depende de aceitação -; o que se outorga é a procuração. No entanto, a remessa da procuração ao mandatário não é elemento de formação do contrato de mandato.
Caio Mário também é partidário da teoria da unidade. Segundo o autor, “nosso direito não guarda fidelidade ao Romano nem segue a orientação germânica (BGB, Código Suíço), para a qual mandato não implica representação por motivo do formalismo imperante. E o BGB construiu a ideia de que o mandato, a procuração e a representação formam noções distintas. No direito brasileiro, como no francês, português, etc., a representação é essencial e a sua falta desfigura o contrato para prestação de serviços”. Nesse sentido, o autor entende que a representação, dada pela procuração, é essencial ao mandato.

### Teoria da dualidade
Por outro lado, alguns autores reprovam a identificação entre mandato e procuração, reconhecendo a possibilidade de mandato sem outorga de poder de representação, bem como a representação como negócio jurídico baseado em outro contrato, que não o de mandato.
Orlando Gomes, a respeito, diz que “o negócio jurídico que pode ser fonte da representação voluntária não é, exclusivamente, como se supunha, o contrato de mandato. O mandato com representação é apenas um desses negócios jurídicos. (...) Admite-se, ademais, que a representação tenha fonte em ato jurídico sem natureza contratual. É possível, outrossim, a existência de mandato sem representação, como admitida o direito romano e atualmente os códigos suíço, alemão e italiano. Não se deve, pois, confundir mandato com representação”. Para chegar a essa conclusão, o autor se utiliza de diversos argumentos: a) o mandato só abrange a relação interna entre as partes, não produzindo efeitos externos; estes últimos ficam a cargo da procuração, que outorga poder de representação; b) o mandato é bilateral, dependendo da concordância de ambas as partes, ao passo que a outorga de procuração é negócio jurídico unilateral. O autor ainda adiciona que o Código Civil de 2002 teria recepcionado essa ideia de separação ao tratar separadamente do mandato, dentre os contratos em espécie, e da representação em geral na parte geral do Código.  Carlos Roberto Gonçalves, após reconhecer que pode haver, de fato, representação sem mandato e mandato sem representação, afirma que, por mais que o Código Civil de 2002 não tenha adotado a teoria da separação, adotou posição curiosa, pois regra a representação na parte geral e depois a regra novamente no capítulo sobre mandato. Age contraditoriamente também ao admitir a hipótese de o mandatário agir em seu próprio nome.
O grande defensor da doutrina da dualidade, porém, foi Pontes de Miranda. Segundo o autor, “há, quase sempre, poder de representação no mandato, porém o mandato e o poder de representação não se confundem. Pode haver mandato, no direito brasileiro, sem poder de representação, e. g., quanto aos atos que, sem poder de representação, podem ser praticados por outrem. No Código Civil [de 1916], art. 1.288, alínea 2ª, diz-se que ‘a procuração é o instrumento do mandato’. Aí, procuração está por documento, forma de eficácia usual, sem que se devesse tirar daí que o Código Civil se ateve à atitude dos velhos códigos segundo a qual o poder de representação e o mandato são o mesmo”.
A respeito da teoria de Laband, o primeiro a concluir pela distinção entre mandato e representação, diz Pontes de Miranda que “mostrou ele que os deveres e as obrigações do mandatário nada têm com o poder de representação; a conferência de poder de representação é apenas espécie de outorga de poder, assente em manifestação unilateral de vontade do outorgante”. Defende, ainda, que a procuração é abstrata, de forma que a nulidade do contrato de mandato (ou outro contrato subjacente) não afeta a relação com os terceiros: “a procura, a outorga de poder de representação, é abstrata, e não se há de confundir com o mandato, que é contrato vinculativo de quem é mandante e de quem é mandatário”.

## Natureza jurídica

### Consensualidade
O mandato, por ter natureza de contrato, depende da aceitação expressa ou tácita do mandatário. A aceitação tácita, muito comum, é aquela que ocorre quando se passa uma procuração e, recebendo-a, o mandatário passa a agir como procurador. O mandante propõe ao mandatário e este aceita representá-lo em determinados atos. Havendo recusa, a representação não nasce.

### Pessoalidade
O contrato de mandato, por nascer a partir de laços de confiança e de lealdade entre mandante e mandatário é sempre feito intuitu personae. Por outro lado, embora o mandatário deva, a princípio, cumprir suas obrigações pessoalmente, eles não está proibido de admitir auxiliares, desde que: a) não tenha havido proibição expressa; b) assuma toda a responsabilidade pelos atos de seus prepostos.

### Unilateralidade e bilateralidade
A princípio, o mandato é contrato unilateral, gerando obrigações apenas para o mandatário. O mandante, portanto, é mero credor, já que a gratuidade é considerada uma característica natural do mandato. Em alguns sistemas jurídicos, o mandato oneroso converte-se imediatamente em prestação de serviços ou empreitada, como no direito romano. No direito brasileiro, não é este o caso: por mais que o mandato gratuito seja unilateral, é possível haver mandato oneroso e, consequentemente, bilateral, quando as partes fixaram uma remuneração em benefício do mandatário. É o que acontece, de ordinário, quando o mandatário exerce uma tal profissão. 
Obrigações como o dever de reembolsar o mandatário dos gastos ou ressarci-lo dos danos não constituem verdadeira contrapartida das obrigações assumidas pelo mandatário. Por outro lado, a bilateralidade do mandato é relativa, pois se admite sempre que o mandante revogue a procuração.
Caio Mário, por outro lado, considera o contrato de mandato necessariamente bilateral, pois o nosso sistema se afastou da concepção germânica. Aqui, geram-se obrigações tanto para o mandante como para o mandatário.

### Gratuidade e onerosidade
Para Caio Mário, o mandato é negócio jurídico gratuito por natureza, mas não essencialmente. Se no direito romano, vigorava a regra da gratuidade necessária, o direito brasileiro atual considera gratuito o mandato quando não se estipula remuneração, exceto quando o mandatário exercer profissão ou ofício que pressuponha a outorga de procuração. É o caso, por exemplo, dos advogados, despachantes e corretores, em que vigora presunção de onerosidade. Caso não tenha havido determinação precisa da remuneração, ela será fixada pelo juiz segundo os costumes.

### Objeto
O objeto do mandato não é mencionado com clareza pela regulação legal. Por isso, muitos autores entendem que o mandato seja sempre realizado para a consecução de negócios jurídicos ou atos jurídicos stricto sensu, patrimoniais ou não. No entanto, o autor aponta para uma solução: “pelo disposto no art. 653 do Código Civil brasileiro, que não alude a negócio jurídico, como expressamente faz o francês, nosso direito alinha-se ao lado do BGB, do Código suíço, do polonês das Obrigações, admitindo que também outros podem estar nele compreendidos, e não somente os negócios jurídicos”. Não podem ser objeto do mandato atos personalíssimos, como o testamento, o exercício do pátrio poder, o exercício do direito de voto e o depoimento pessoal. Proíbe ainda o ECA (art. 39, §2º) a adoção por procuração. Por outro lado, não se consideram atos personalíssimos o reconhecimento de filho pelo mandante e a representação do nubente por mandatário na cerimônia de casamento.
Há uma certa linha de autores, no Brasil, que, acompanhando C. Bevilaqua, consideram que o mandato seja ato preparatório. Segundo tais autores, tal concepção se justifica “em razão de não esgotar a intenção das partes, habilitando ao revés o mandatário para a prática de atos subsequentes que nele não estão compreendidos”.

### Negócio fiduciário
O mandato pertence à categoria dos negócios fiduciários, segundo Orlando Gomes, em razão de seu elemento subjetivo de confiança, que governa o comportamento do mandatário desde a formação do contrato até a sua extinção. No entanto, o autor também ressalta que o interesse, no mandato, pode ser exclusivamente do mandante (mandatum mea gratia), do mandatário (mandatum tua tantum gratia), no interesse de ambos (mandatum tua et mea gratia) e, por vezes, no interesse de terceiro (mandatum aliena gratia).

### Forma e princípio da simetria
O mandato é contrato consensual, bastando o mero acordo de vontades para que as partes se vinculem. Há, nesse ponto, absoluta liberdade de forma, podendo ser verbal ou escrito. No entanto, o instrumento de outorga de poderes, a procuração, será sempre escrito.
Para Paulo Lôbo, o instrumento particular de procuração deveria bastar para a realização de qualquer ato, seja ele feito por instrumento privado ou público. No entanto, o Código Civil introduziu a regra do art. 657, segundo a qual se verifica o princípio da simetria: para que se realize um ato por instrumento público, é preciso que a própria procuração seja dada em instrumento público. O autor considera essa opção um retrocesso em desfavor da liberdade de formas e em prejuízo do tráfego jurídico. O instrumento particular de procuração dispensa o reconhecimento de firma do mandante (art. 654 do Código Civil). O CPC/2015, no art. 105, §1º, admite que a procuração judicial possa ser firmada digitalmente.
Notando que a procuração, segundo a praxe, só é assinada pelo outorgante – e não pelo procurador, o mandato é um dos raros contratos em que a aceitação da outra parte, neste caso, a do mandatário, não tem de figurar no título em que pelo mandante foram conferidos os poderes, nem tem de ser expressa, pois basta a aceitação tácita. A procuração pode também estar contida em outro negócio jurídico bilateral, sob a forma de cláusula: trata-se de cláusula mandato. Nos contratos de consumo, a previsão de tal cláusula não é admitida, pois o art. 51, VIII, CDC, considera abusiva a cláusula que imponha “representante para concluir ou realizar outro negócio jurídico pelo consumidor”. A lei costuma impedir determinada pessoas capazes de serem procuradoras. É o caso do servidor público federal, que não pode ser procurador para representar interesses de terceiros em órgãos da Administração Pública, exceto se se tratar de benefícios previdenciários ou assistenciais de pessoas próximas (art. 117, Lei 8.112/90).
A procuração pode ser manuscrita, datilografada, policopiada ou impressa. Deve ser firmada pelo outorgante, mas o Código Civil/02 não exige mais, para a sua validade, que traga ela a firma reconhecida; trata-se de inovação, pois o Código Civil de 1916 o exigia. Deve conter, além dos requisitos já mencionados, a designação do Estado, da cidade ou da circunscrição, o objetivo da outorga, a natureza, designação e extensão dos poderes conferidos. O Código apenas faculta ao terceiro, com quem o mandatário contratar, que exija o reconhecimento de firma da procuração. No passado, admitia-se ainda o uso do telégrafo para a outorga de procuração. Hoje, já se admite que seja dada por certificação digital.
Existe ainda a procuração consular, que não é verdadeira espécie de procuração. É outorgada perante os cônsules, no exercício de sua função notarial. É a eles que cabe a autenticação da procuração lavrada no exterior, devendo a firma do cônsul ser reconhecida nos órgãos próprios. Há, ainda, a procuração apud acta, que se realiza quando os poderes são outorgados no momento da realização do ato para o qual são conferidos. Em geral, é feita por termo lavrado pelo escrivão perante o juiz.

### Poderes de representação
Os poderes de representação, que são outorgados por meio da procuração, devem ser suficientes e compatíveis com o fim do mandato. Outorgando tais poderes, o mandante não deixa de ter tais poderes; ele apenas compartilha esses poderes com o seu procurador. Por esta razão, caso o mandante pratique o ato que havia autorizado seu procurador a praticar, entende-se haver revogação tácita da procuração, mas o ato é eficaz. 
Os poderes de representação podem ser outorgados para finalidades específicas, para um ou determinados negócios, ou para a administração geral dos negócios do mandante. Pode-se dividir, também, a outorga de poderes em diversos atos distintos. Quando dado em termos gerais, o mandato está relacionado à gestão habitual dos negócios do mandante pelo mandatário, não admitindo aquilo que o Código Civil considera poderes especiais, como: a) alienação; b) constituição de hipoteca, transação e outros que ultrapassem os negócios usuais de administração. Tais poderes devem ser interpretados restritivamente. No entanto, “entende-se que se incluem nos poderes gerais a disposição de bens de fácil deterioração, bem como os que se destinam à alienação.
Apesar de não mencionada expressamente, para a realização de doação por representante, é preciso que o nome do donatário já conste da procuração, não sendo suficiente a procuração com poderes de alienar. A razão está em que também os negócios jurídicos de liberalidade exigem interpretação estrita. O STJ também tem decidido que a validade do aval dado em nota promissória exige que o mandatário disponha de poderes expressos para tanto, sob pena de nulidade.

### Excesso e abuso de poderes
Há excesso de poder quando o mandatário vai além dos limites dos poderes que lhe foram outorgados pelo mandante. A consequência natural é que, indo além desses limites, o mandante não se vincula a tais atos. O mandante só se vincula quando o procurador age nos limites do poderes conferidos. No entanto, é possível que o procurador tenha ido além dos seus poderes e, mesmo assim, tenha realizado algo que seja considerado benéfico pelo mandante. Nesse caso, se o mandante quiser que o negócio produzido em excesso de poder o vincule, basta que ratifique os atos realizados. Com a ratificação, que opera retroativamente, os atos jurídicos passam a ser eficazes na esfera jurídica do mandante.
O terceiro de boa-fé não pode ser prejudicado. Isto significa que, caso o procurador pareça, diante da redação da procuração, estar atuando dentro dos poderes conferidos, deve-se reconhecer que os atos produzem eficácia perante o mandante. “O direito brasileiro homenageia o princípio da aparência. Mas a boa-fé não encobre o erro grosseiro (...)”. Por outro lado, considera-se de má-fé o terceiro que, depois de ter sabido dos poderes do mandatário, concluir com ele negócio jurídico que esteja além dos seus poderes. 
O abuso de poder é distinto do excesso: no abuso, o mandatário ou procurador age dentro dos poderes outorgados pelo mandante, mas age de forma a contrariar os interesses do mandante ou as instruções recebidas. Exemplo de abuso é a venda de uma coisa, pelo mandatário, por preço inferior ao que foi indicado pelo mandante. O terceiro, neste caso, não será prejudicado, mas o mandante poderá exigir perdas e danos em face do mandatário.

## Eficácia

### Deveres do mandatário

#### Capacidade do mandatário
Apesar de a capacidade civil plena ser de 18 anos, a capacidade específica para ser mandatário é de 16 anos. No entanto, caso o mandatário tenha entre 16 e 18 anos, há ineficácia parcial do negócio jurídico, já que o mandante não terá ação contra o mandatário relativamente capaz. Já para os terceiros, que tratem com o procurador relativamente incapaz, há eficácia plena do contrato. O menor púbere, autorizado ara casar, também tem aptidão para constituir mandatário que o represente na cerimônia nupcial, ainda que tenha sido especialmente autorizado pelo pai.
O pródigo e o falido não ficam impedidos de representar, pois a sua condição restringe apenas a disposição de bens de seu próprio patrimônio, não os impedindo de realizar outras atividades. Há, porém, vedação ao servidor público, que não pode ser mandatário de terceiros em repartições públicas, salvo se para tratar de benefícios previdenciários ou assistenciais de pessoas próximas.

#### Dever de desempenho do mandato
No desempenho do mandato, o mandatário deve atuar sempre como pessoa razoável, tendo um cuidado que teria como se estivesse no trato de suas próprias coisas. Deve gerir com diligência os negócios que lhe foram incumbidos, sob pena de responder por culpa. O mandatário também se obriga a indenizar todos os prejuízos que causar ao mandante, desde que tenham origem na relação de representação. Essa responsabilidade é contratual e subjetiva, devendo-se provar que agiu com imprudência, negligência ou imperícia.

#### Instruções do mandante
Além de ter de agir com diligência, zelo e cuidado na representação dos interesses do mandante, é preciso ainda que ele siga as instruções recebidas, simultânea ou posteriormente à outorga de poderes, sob pena de responder pelos danos que causar. Durante a execução, apesar de se tratar de contrato personalíssimo, admite-se que o mandatário faça uso de auxiliares e ajudantes na realização de atos isolados ou determinados.

#### Prestação de contas
É dever do mandatário a prestação de contas ao mandante em relação aos valores recebidos ou aplicados na execução do mandato quando este se concluir, ou, então, quando tais valores forem exigidos. O dever de prestar contas envolve dívida de valor, de forma que, se houver demora em sua prestação, a dívida deve ser corrigida. Caso o mandatário não as preste voluntariamente, caberá ao mandante promover a ação de prestação de contas. Não socorre ao mandatário a escusa da prestação de contas em razão de ter havido compensação entre os valores devidos por cada polo contratual. Em se tratando de advogado, a recusa à prestação de contas é infração disciplinar. Importa ressaltar que o mandatário fica dispensado do dever de prestação de contas caso o contrato assim estipular, ou, então, se se tratar de procuração em causa própria.
Em relação às quantias recebidas para despesas, ou, em geral, pelas que pertenceram ao mandante, e empregar o mandatário em proveito próprio, deverá ele pagar ao mandante juros desde o momento em que as utilizar, independentemente de interpretação, pois seu dever não é utilizá-las em benefício próprio. É princípio das obrigações negativos que o devedor é constituído em mora pelo simples fato de só fazer aquilo que lhe vedado. Ainda quando não utilizá-las contrariamente à previsão contratual, ficará sujeito aos juros moratórios quando retiver indevidamente as quantias que pertencem ao mandante.
O STJ tem prestigiado a especificidade na prestação de contas. Nesse sentido, “a apresentação de recibos genéricos, sem especificação dos períodos a que se referem, não afasta o direito dos autores de obterem do mandatário a prestação de contas, impugnando a correção dos valores recebidos”. É evidentemente ilícito o emprego das quantias recebidas pelo mandatário do mandante em benefício próprio daquele.

#### Direito de reembolso
O mandatário não pode ser onerado com a execução do mandato. A ideia fundamental é a de que o mandatário, empregando gratuitamente o seu tempo e seu trabalho a serviço de outrem, não deva suportar nenhum sacrifício econômico. Assim, o mandatário tem pretensão para cobrar reembolso dos gastos realizados e dos danos sofridos. Por essa razão, dá-se ao mandatário o direito de retenção de coisas e valores do mandante que estejam em seu poder, de forma a que ele possa proceder ao reembolso ou o pagamento das quantias que teve de despender com o exercício do mandante.
A respeito do direito de retenção, que a legislação atribui ao mandatário, importa ressaltar, porém, “que a retenção é inextensível ao recebimento da remuneração, como `percepção de ressarcimento de perdas e danos, devendo comportar-se na garantia somente o reembolso das despesas adiantadas pelo mandatário. Inextensível é, ainda, no sentido de que não pode o mandatário reter senão a coisa específica que lhe foi entregue em razão do exercício do mandato para o qual efetuou o desembolso. Se cumpriu vários mão cabe reter o objeto de um, em garantia do despendido com outro; nem é lícito efetivá-la quanto a objetos do mandante, estranhos ao mandato, eventualmente em poder do mandante”.

#### Dever de exibição da procuração
Como o mandatário não pode proceder intra vires mandati (isto é, dentro dos poderes atribuídos na procuração), o mandatário tem o dever de exibir o instrumento de procuração às pessoas com quem tratar, sob pena de responder pelos atos exorbitantes dos poderes recebidos. Trata-se, na verdade, de uma obrigação do mandatário em face de terceiros, e não em face do mandante. No entanto, o cumprimento deste dever repercute nas obrigações do mandante. Afinal, conhecendo os poderes que foram atribuídos ao representante na procuração, o terceiro que aceitar contrato que exorbite os poderes do mandatário não tem ação contra este último, salvo se este lhe promover a retificação. Tampouco, em tal caso, tem ação contra o mandante, que é estranho a essa relação exorbitante.

#### Dever de comunicação
É preciso, ainda, que o mandatário deixe o mandante informado do estado do negócio de que foi encarregado, atendendo às suas solicitações e enviando-lhe as somas recebidas, salvo, neste último caso, se não tiver sido pactuado pelas partes que a prestação de contas seria global, isto é, prestada apenas com o encerramento da relação de mandato.

#### Pluralidade de mandantes
Havendo dois ou mais mandantes na procuração, considera-se procuração coletiva, de forma que todos os mandantes ficam todos solidariamente responsáveis perante o mandatário e terceiros com quem aqueles os vincularem. Assim, cada mandante terá direito regressivo contra os demais para rateio das despesas feitas no interesse comum. Caso algum deles revogue a procuração, a revogação só produzirá efeitos em face daquele que revogou, seguindo eficaz em relação aos demais. No caso de procuração coletiva, há várias possibilidades de divisão de tarefas entre os procuradores: a) procuradores exercendo conjuntamente os poderes; b) cada procurador exercer isoladamente a totalidade dos poderes; c) cada procurador exercer determinados poderes, distintos dos demais; d) procuradores exercem os poderes de modos sucessivo, um na falta do outro. 

### Deveres do mandante

#### Capacidade e qualificação
Qualquer pessoa civilmente capaz pode ser mandante. É fundamental que, no instrumento de procuração, seja dada a totalidade da qualificação do mandante (nacionalidade, estado civil, profissão, domicílio): inclusive, o Código Civil/2002 passou a exigir a qualificação mais completa, diferentemente do Código Civil/16, que exigia apenas o nome do mandante. 

#### Provisão de fundos
O mandante é obrigado a adiantar ao mandatário os valores que este necessite para o cumprimento do mandato. São exemplos de tais despesas: despesas de viagem, serviços de terceiros e aquisição de coisas. Caso o mandante se recuse a cumprir tais obrigações, e não adiantar as referidas despesas, obstaculizando o cumprimento do mandato pelo mandatário, pode o mandatário renunciar ao mandato.

#### Remuneração
O mandatário também se obriga a pagar ao mandante a remuneração ajustadas, além das despesas de execução do mandato, independentemente de o negócio ter alcançado o efeito querido ou não. A remuneração é devida sempre, desde que o insucesso do mandato não seja imputável à atividade culposa do mandante. A razão está em que o mandato não é uma obrigação de resultado, de forma que o mandatário adimple o contrato se prestar sua diligência ao fiel cumprimento do contrato; a realização do fim específico do mandato não é considerada para o nascimento do direito à remuneração.
Alguns mandatários específicos têm a sua remuneração especificada pela lei. É o caso de corretores de fundos públicos, leiloeiros e liquidantes de sociedades. A oportunidade do pagamento decorre, em primeiro lugar, da estipulação das partes; em sua falta, rege-se por usos e costumes.

#### Perdas e danos
O mandante também tem o dever de indenizar o mandatário pelas perdas e danos que houver sofrido durante o desempenho do mandato, bem como pelos danos causados pelo mandatário ao terceiro durante a execução do mandato. Nesse ponto, é como se o mandante houvesse realizado pessoalmente o negócio jurídico. Caso, porém, tenha que indenizar algum terceiro pela conduta do mandatário, tem direito de regresso contra este último.

### Eficácia perante terceiros

#### Eficácia da representação
O mandante confere poderes ao mandatário justamente por não poder ou não querer realizar pessoalmente determinados negócios jurídicos. Por esta razão, as declarações de vontade emitidas pelo mandatário produzem efeito direto na esfera jurídica do mandante. Como consequência, este deve ser responsabilizado sempre que o mandatário agir em conformidade e nos limites dos poderes que lhe foram conferidos.

#### Procurador aparente
O problema do procurador aparente surge quando o terceiro pensa estar negociando com alguém que é representante de outrem, mas que, na realidade, não o é. Em atenção ao princípio da boa-fé, deve-se reputar válido o ato e vinculado ao terceiro o pretenso mandante. Se houver comportamento do mandante que possa ser interpretado no sentido da existência da relação de representação, o contrato feito lhe é oponível. O fundamento da eficácia está na aparência do mandato, sem que haja necessidade de se apurar a causa do erro. São exemplos comuns: a) assinatura em branco do instrumento; b) redação obscura do instrumento; c) revogação do mandato sem comunicação ao terceiro.

#### Negócio jurídico consigo mesmo
O mandatário não pode celebrar negócio jurídico consigo mesmo, no seu próprio interesse ou para beneficiar terceiro. Tampouco vale o substabelecimento que ele realize para contornar o controle da regra proibitiva. Admite-se, porém, o negócio consigo mesmo caso se trate de procuração em causa própria.

## Modalidades

#### Procuração em causa própria
As peculiaridades fundamentais da procuração em causa própria são: a) não poderá ser revogada jamais pelo mandante; b) diferentemente do restante das procurações, ela não se extingue nem pela morte do mandante, nem pela morte do mandatário; c) o mandante dispensa o mandatário do dever de prestação de contas. A procuração em causa própria é bastante utilizada na praxe negocial do direito brasileiro, especialmente para a aquisição ou alienação de bens imóveis.
A doutrina, porém, diverge a respeito de sua correta natureza jurídica. Para Paulo Lôbo, pelo mandato em causa própria, “o mandante transfere todos os seus direitos sobre um bem, móvel ou imóvel, passando o mandatário a agir por sua conta, em seu próprio nome. Quando for utilizada para a aquisição de bem imóvel, exige-se a forma de escritura pública, pois substitui a escritura de compra e venda. Trata-se de figura anômala, pois o interesse protegido não é o do mandante, mas o do mandatário. A pessoalidade desaparece, já que a morte não extingue o contrato. Nesse sentido, o mandatário passa a agir como verdadeiro dono da coisa.
A própria jurisprudência reconhece a especialidade da procuração em causa própria. O STJ, por exemplo, decidiu que se tratava de mandato em causa própria – e não, meramente, de procuração para administração geral – aquele em que o mandante conferiu poderes para alienar imóvel, declarar o recebimento do preço, isentar de prestações de contas, de forma que o procurador passou a agir em interesse próprio.. O STF, por sua vez, decidiu que, uma vez outorgada procuração em causa própria e operada a transferência do domínio da coisa para o procurador, o mandato enquanto tal se extinguiu, o que impediu o futuro substabelecimento.

### Procuração judicial
O mandato judicial, que é o contrato pelo qual o cliente outorga a representação ao advogado para que este atue em nome daquele, em juízo ou fora dela, é contrato oneroso de mandato, ligado à prestação de serviços profissionais. Tanto o mandato como a procuração judicial podem ser tácitos, mas a postulação em juízo sem exibição da procuração pode ser feita apenas temporariamente com o objetivo de evitar prejuízos ao cliente. Esse prazo é de 15 dias, admitida uma única prorrogação por mais quinze dias. Segundo Paulo Lôbo, a falta de mandato judicial atinge não apenas o plano da eficácia, mas o próprio plano da existência. Ressalta-se que se considera falta de mandato a ausência de inscrição regular no quadros da OAB, pois gera a “inexistência dos atos processuais praticados” segundo o STF Não se tem admitido, ademais, a interposição de recursos em instância especial ou extraordinária por advogado sem procuração nos autos. Já os [{Defensoria Pública|defensores]] e procuradores públicos ficam dispensados da apresentação de procuração, uma vez que seu poder de representação decorre da lei.
A procuração “para o foro em geral” ou equivalente significa que a procuração basta para que o advogado possa exercer todos os poderes em juízo, impetrando recursos até o STF, se for o caso. Não há necessidade de poderes especiais, salvo quando a lei os exige expressamente. Em geral, são considerados poderes especiais: receber citação inicial, confessar em nome do cliente, transigir, desistir, renunciar ao direito, receber valores, dar quitação e firmar compromisso arbitral. Tais poderes têm de vir expressos, ainda que não se exija detalhes do negócio a ser praticado.
A extinção do mandato judicial por renúncia do advogado só produzirá eficácia após 10 dias, por expressa previsão legal. O prazo serve a que o mandante encontre outro advogado apto a representá-lo. No entanto, isto não se aplica quando apenas um dos procuradores renunciar, havendo outros que sigam na representação.

### Substabelecimento da procuração
O substabelecimento é o negócio jurídico por meio do qual se transfere a procuração, podendo ser feito na própria procuração ou por instrumento autônomo. Deve ser subscrita pelo procurador e conter a extensão dos poderes atribuídos ao novo procurador. O substabelecimento pode ser feito com autorização prévia, sem autorização e até mesmo contrariamente à proibição do mandante. No silêncio do mandante, entende-se tacitamente autorizado o substabelecimento. Caso o substabelecimento tenha sido expressamente permitido, o procurador original se responsabiliza apenas pela escolha do novo procurador; caso o substabelecimento tivesse sido expressamente proibido, o procurador original se responsabiliza integralmente pelos atos no novo procurador; já no substabelecimento realizado quando a procuração omitia tal possibilidade (isto é, não proibia, nem autorizava), a responsabilidade do mandatário é apenas relativa aos atos culposos do substabelecido.
O fato de a procuração original ter sido dada em forma pública não impede o seu substabelecimento por instrumento particular, prescindindo de reconhecimento de firma. O substabelecimento, além disso, pode ser com reserva de poderes, de forma que o procurador original siga dotado dos poderes de representação; ou sem reserva de poderes, o que tolhe definitivamente os poderes do procurador original. Há, entre a procuração original e a substabelecida, uma evidente relação de acessoriedade. Importa, ainda, ressaltar que a proibição de substabelecimento não importa a nulidade do substabelecimento realizado, mas apenas aumenta a responsabilidade do procurador original que realizou o substabelecimento. Da mesma forma que ocorre na procuração, pode o procurador original revogar o substabelecimento.

## Extinção

### Morte do mandante e do mandatário
A morte do mandante é causa de extinção do mandato. No entanto, a extinção caba por ser postergada caso o mandatário já tenha iniciado a contratação quando a morte ocorrer. Neste caso, deve o mandatário prosseguir até o fim da negociação se houver perigo na demora para os herdeiros ou para o mandante.
São nulos os atos realizados pelo mandatário após a morte do mandante, ressalvando-se apenas as situações em que não tiver conhecimento do fato da morte, ou quando a negociação já estiver sendo realizada e haja perigo na demora. A razão para a extinção pela morte está no caráter personalíssimo, já que baseado em relação de confiança. O mesmo se aplica em caso de morte do mandatário, extinguindo-se também o mandato. Os poderes do mandato não são transferidos aos herdeiros do mandatário. 

### Revogação pelo mandante
O mandante pode revogar o mandato a qualquer tempo, salvo se tiver havido prazo estipulado. Trata-se de direito potestativo do mandante, sendo desnecessária a apresentação de razões específicas para que o efeito extintivo se produza. A razão está em que, sendo necessária ao mandato a relação de lealdade e confiança entre as partes, uma vez que esta se quebre, não pode substituir o poder de representação outorgado ao procurador. Por isso, não há direito subjetivo do mandatário em manter a procuração. Para que a revogação se consume, basta que o mandante comunique ao mandatário a nomeação de outro procurador. Em relação aos terceiros, porém, a eficácia extintiva só se consuma caso eles sejam comunicados; senão, a procuração continua eficaz em face dele, não se admitindo que os terceiros sejam prejudicados. Não se admite, porém, a revogação do mandato em causa própria. Caso haja cláusula de irrevogabilidade e o mandante revogue o mandato, deverá pagar perdas e danos.

### Renúncia
Da mesma forma que se confere poder de revogação unilateral ao mandante, concede-se o mesmo poder ao mandatário, mas chamado de renúncia. Trata-se do poder do mandatário em abdicar da representação, devendo comunicar sua renúncia ao mandante com tempo suficiente para que ele prepare a sua substituição. Caso a renúncia seja inoportuna, é possível que haja indenização por perdas e danos, sem qualquer efeito que limite a eficácia extintiva da renúncia. A renúncia deve ser sempre expressa.

### Mudança de estado
A mudança de estado, que inclui, além do estado civil, a interdição, pode pôr termo à relação de mandato, desde que essa mudança alcance a capacidade para dar ou receber procuração. Neste caso, há extinção do mandato, valendo apenas os atos realizados perante terceiros de boa-fé em atenção a este último princípios. Assim, o mandato para alienar determinado imóvel extingue-se com o casamento, em razão da necessidade de outorga conjugal (salvo separação absoluta). Por outro lado, a abertura de falência só influi nos atos diretamente ligados ao comércio.